# Resolució 1536 del Consell de Seguretat de les Nacions Unides
La Resolució 1536 del Consell de Seguretat de les Nacions Unides fou adoptada per unanimitat el 26 de març de 2004. Després de reafirmar totes les resolucions sobre la situació a l'Afganistan, particularment la Resolució 1471 (2003), el Consell va prorrogar el mandat del Missió d'Assistència de les Nacions Unides a l'Afganistan (UNAMA) per un període addicional de dotze mesos fins al 26 de març de 2005.

## Resolució

### Observacions
El Consell de Seguretat va reafirmar el seu compromís amb la sobirania, la integritat territorial, la independència i la unitat de l'Afganistan i va donar la benvinguda a la constitució de l'Afganistan, adoptada per la Loya Jirga el 4 de gener 2004. També va aprovar l'acord de la "Declaració de Kabul sobre bones relacions de veïns" i va destacar el paper central de les Nacions Unides a l'hora d'ajudar el poble afganès a reconstruir el seu país. Es van reafirmar la legitimitat de l'Administració de Transició Afganesa i l'aprovació de l'acord de Bonn, incloent una conferència internacional planificada comprometent-se a llarg termini amb Afganistan.
Addicionalment, el preàmbul de la resolució va destacar la importància d'ampliar l'autoritat governamental a tot el país, així com la reforma del sector de la seguretat i un programa complet de desmobilització, desarmament i rehabilitació (DDR).

### Actes
El Consell de Seguretat va subratllar la necessitat de proporcionar una seguretat adequada i donar suport a la celebració d'eleccions. Es va instar a les autoritats afganeses a establir un procés electoral representatiu, incloses dones i refugiats. En aquest sentit, es va demanar l'acceleració del cens electoral.
La resolució va acollir amb satisfacció els progressos realitzats des de l'establiment d'un programa de DDR a l'octubre de 2003 i la contribució del Grup d'Observadors Internacionals. Mentrestant, els esforços per combatre el comerç il·legal de drogues per part de les autoritats afganeses van ser ben rebuts pel Consell, alhora que es va destacar que aquests esforços no podien separar-se de la creació d'una economia forta i un entorn segur a través d'un major esforç de la comunitat internacional al llarg de les rutes de tràfic.
Acollint amb beneplàcit el nomenament de Jean Arnault com a Representant Especial del Secretari General per a l'Afganistan, el Consell va demanar a la UNAMA, conjuntament amb l'Alt Comissionat de les Nacions Unides per als Drets Humans, que ajudés a la Comissió de Drets Humans de l'Afganistan. Es va instar a les parts afganeses a assegurar la llibertat de moviments i la seguretat del personal de la UNAMA.
El Consell va elogiar els avenços realitzats per la Força Internacional d'Assistència i de Seguretat per expandir la seva presència més enllà de la capital Kabul i en l'aplicació del seu mandat en les resolucions 1444 (2002) i 1510 (2003). A més, el desenvolupament de l'Exèrcit Nacional Afganès i la Policia Nacional Afganesa va ser benvingut pels membres del Consell. Finalment, el secretari general Kofi Annan es va dirigir per informar regularment sobre la situació a l'Afganistan i el paper futur de la UNAMA.